# Peseshet
Peseshet (fl. XXV secolo a.C.) è stata un medico egizio, considerata il primo medico donna, di cui si abbia notizia.

## Biografia
Visse molto probabilmente durante la IV dinastia, intorno al 2500 a.C., un periodo caratterizzato dalla costruzione delle grandi piramidi di Giza. Secondo altre fonti un inquadramento nel contesto cronologico della V dinastia sarebbe anche possibile. Potrebbe essersi laureata in ostetricia presso un'antica scuola di medicina egizia a Sais. È considerata la prima fisica della storia, o comunque una pioniera della fisica moderna.
È spesso associata al titolo di "soprintendente dei medici", suggerendo che avesse un ruolo di supervisione sugli altri medici piuttosto che limitarsi alla pratica medica diretta. Altri titoli che le vengono attribuiti sono quello di "conoscente del re" e "sovrintendente dei sacerdoti funerari della madre del re".
La sua importanza storica risiede non solo nella sua professione ma anche nel riconoscimento del suo status in una società complessa come quella dell'Antico Egitto.
La sua figura si fonde con quella di Merit Ptah, con cui rivaleggia per il titolo di prima dottoressa della storia, sebbene oggi in pochi sostengono ancora la realtà storica del personaggio di Merit-Ptah.
Si ritiene che avesse un figlio, Akhethetep, nella cui mastaba a Giza è stata trovata la sua falsa porta personale. Tuttavia, il rapporto madre-figlio tra Akhethetep e Peseshet non è confermato da alcuna iscrizione. Sulla falsa porta è raffigurato anche un uomo chiamato Kanefer, che potrebbe essere stato suo marito. Akhethetep e Kanefer erano entrambi individui di alto rango che vissero durante la quarta dinastia d'Egitto e servirono come ufficiali.

## La figura di Peseshet nei secoli
Nel 1937 una dottoressa canadese, Kate Campbell Hurd-Mead, molto impegnata nel riconoscere figure femminili importanti della storia delle scienze, scrisse un trattato intitolato " History of Women in Medicine: From the Earliest of Times to the Beginning of the Nineteenth Century" ("Storia delle donne nella medicina: dai tempi più antichi all'inizio del XIX secolo"). Tale trattato ha lo scopo lodevole di evidenziare figure femminili importanti nella storia della medicina, e per secoli rimaste nascoste nell'ombra. Campbell menzionò a una prima donna-medico, senza nominarla, vissuta durante la V Dinastia ("durante il regno di Neferirikara" recita il testo) ed una seconda, chiamata Merit Ptah, vissuta nel Nuovo Regno e raffigurata in una tomba della Valle dei Re. Entrambe sono nominate come “madri di un Gran Sacerdote” nella cui tomba sono chiamate "Signora delle dottoresse" o "Capo dei dottori".